# Осово-Лесьне
Осово-Лесьне (пол. Osowo Leśne, нім. Ossau) — село в Польщі, у гміні Любіхово Староґардського повіту Поморського воєводства.
Населення — 499 осіб (2011).

## Демографія
Демографічна структура станом на 31 березня 2011 року:
|          | Загалом | Допрацездатний вік | Працездатний вік | Постпрацездатний вік |
| -------- | ------- | ------------------ | ---------------- | -------------------- |
| Чоловіки | 248     | 63                 | 170              | 15                   |
| Жінки    | 251     | 58                 | 146              | 47                   |
| Разом    | 499     | 121                | 316              | 62                   |